# Ёкарэн

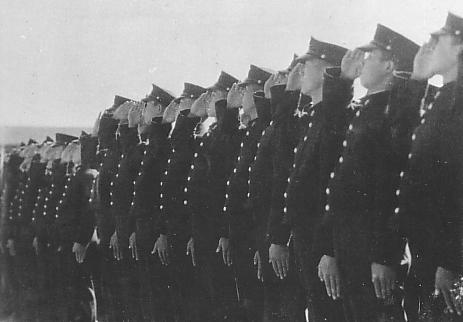
Курсанты Ёкарэна в ноябре 1942 года

Ёкарэн (яп. 海軍飛行予科練習生 Кайгун хико: ёка рэнсю:сэй, «Курсант подготовительного отделения флотской авиации») — система подготовки лётчиков Императорского флота Японии, набиравшихся из гражданских лиц. Существовала с 1929 по 1945 год. В конце Второй мировой войны многие из курсантов Ёкарэна стали добровольцами-смертниками.

## История
Изначально в японском флоте авиаподготовку получали исключительно офицеры, выпускники военной академии в Этадзиме, однако с 1920 года был установлен постоянный набор лётчиков из матросов и старшин.
Через несколько лет число пилотов из этих нижних чинов существенно превысило число собственно офицеров, так как последние не видели в авиации особых перспектив для повышения и назначения на командирскую должность.
Перед началом Второй мировой войны пилоты из нижних чинов и гражданских лиц составляли более 90 %, что делало японскую авиацию весьма необычной, поскольку в большинстве остальных стран лётчиками становились в основном офицеры.
Основную массу флотских пилотов готовили две учебные программы: Сорэн (сокращение от яп. 操縦練習生 Со:дзю: рэнсю:сэй, «Лётчик-курсант»), куда набирали матросов и старшин, и Ёкарэн, предназначенный для гражданских лиц.
Сорэн был учреждён в 1928 году, Ёкарэн — в 1929, впоследствии они были объединены в одну под общим названием Ёкарэн.
У Императорской армии была аналогичная Ёкарэну программа под названием «Молодые армейские пилоты» (яп. 陸軍少年飛行兵 Рикугун сё:нэн хико:хэй).

### Обучение
Поступить на Ёкарэн было достаточно трудно: во-первых, поскольку лётное дело считалось опасным, мальчикам требовалось разрешение родителей.
Во-вторых, нужно было пройти сложный письменный экзамен с огромным конкурсом, который в предвоенные годы составлял около 100 человек на место, а также медосмотр, на котором отсеивались физически слабые соискатели.
На обучение принимались гражданские юноши возрастом 15—17 лет с отличными оценками, в хорошей физической форме, окончившие высшую начальную школу (соответствует второму классу средней школы в современной Японии или 8-му классу в России).
Обучение, впервые начавшееся 1 июня 1930 года для набора из 79 человек, продолжалось 3 года.
В течение этого времени курсанты сначала осваивали те же дисциплины, что и обычные матросы, и лишь на исходе второго года начинали постепенно переходить к управлению самолётами, а ближе к концу курса разделялись на пилотов и штурманов с упором на устройство и обслуживание двигателей у первых и на связь у вторых.
Курс Ёкарэна включал 30 предметов, как общеобразовательных, так и военных.
Среди первых находились алгебра, геометрия, физика, химия, история, география, литература японская и китайская, а также английский язык.
Среди вторых — боевые искусства (дзюдо, кэндо), тренировка ведения наземных боевых операций, артиллерийское дело, связь и воздухоплавание.
Неуспевающие курсанты становились техническим персоналом, связистами или пулемётчиками.
В течение всего времени обучения среди курсантов поддерживалась строжайшая дисциплина, усиливаемая телесными наказаниями как со стороны офицеров-инструкторов, так и старших по курсу: в порядке вещей было битьё бейсбольными битами по ягодицам и удары кулаком в лицо за небольшие нарушения правил.
Изначально программа развивалась на базе авиационной части в Йокосуке, однако количество курсантов быстро увеличивалось, им не хватало места, и программа была переведена в Касумигаурскую авиачасть, на берег одноимённого озера (в настоящее время там находится посёлок Ами префектуры Ибараки).
Однако и нового места оказалось недостаточно, и программа распространилась и на соседнюю авиабазу рядом с городом Цутиура.

### Реорганизация
По мере возрастания потребности в военных лётчиках — а Япония вступила сначала в войну с Китаем, а затем и во Вторую мировую — учебная программа Ёкарэна была реорганизована.
В 1937 году открылось новое отделение, названное Ёкарэн-«А» (яп. 甲種飛行予科練習生 Ко:-сю: хико: ёка рэнсю:сэй, или сокращённо 甲飛 Ко:-хи), принимавшее юношей в возрасте 16—19 лет, отучившихся в средней школе 3,5 года (соответствует первому полугодию первого класса старшей школы в современной Японии или первому полугодию 10-го класса в России).
Поскольку эти курсанты были более образованными, курс обучения для них длился полтора года, а в последние годы Второй мировой был сокращён и составлял меньше года.
Изначальная программа Ёкарэна тоже продолжалась, но была переименована в Ёкарэн-«Б» (яп. 乙種飛行予科練習生 Оцу-сю: хико: ёка рэнсю:сэй, или сокращённо 乙飛 Оцу-хи).
Позднее, в 1940 году, к ним добавилась ещё и реформированная программа Сорэн, переименованная в Ёкарэн-«В» (яп. 丙種飛行予科練習生 Хэй-сю: хико: ёка рэнсю:сэй, или 丙飛 Хэй-хи).
Для «сорэновцев» срок предварительного инструктирования перед началом полётов составлял лишь пару месяцев, однако их курс отличался особенно жёсткими требованиями к физической форме, введёнными для отбраковки непригодных курсантов.
Такие изменения, однако, в глазах курсантов имели негативную сторону: изначальные «ёкарэновцы», которым после учреждения программы «А» (Ко-ёкарэн) был присвоен второстепенный статус «Б» (Оцу-ёкарэн), негодовали.
К тому же уровень образования курсантов Ко-ёкарэна при зачислении был выше, и их быстрее повышали в званиях, так что некоторые из них смотрели на курс Оцу свысока.
Напряжение между курсами Ко и Оцу в конце концов вылилось в серьёзную стычку между 8-м набором Ко и 14-м набором Оцу, после чего в марте 1943 года их развели по разным базам: Ко остались в Цутиуре, а Оцу переехали в Миэ.
«Сорэновцы» после реформирования своей программы тоже были недовольны: поскольку их набирали из тех, кто уже находился в рядах ВМФ, они считали себя выше гражданских Ко и Оцу, и переименование в Ёкарэн-«В», некую третьестепенную сущность, было воспринято ими с негодованием.
Впрочем, у гражданских и нижних флотских чинов был и «общий враг» — выпускники Этадзимы, офицеры, которые, благодаря сильно выраженной иерархичности японского общества, могли не скрывать своего презрительного отношения и к тем, и к другим.
Кроме того, курсантам Ёкарэна, в отличие от офицеров из Этадзимы, был закрыт путь на вершины воинской иерархии: они не могли получить звание выше подполковника (яп. 中佐 тю:са), и действительно, офицеры — выпускники Этадзимы не позволили никому из них подняться до полковника.
Помимо враждебности между офицерами и нижними чинами, такая практика порождала проблемы с командным составом в авиации: значительная его часть вообще не являлась лётчиками, так как основная масса пилотов по японским представлениям того времени считалась недостойной высоких командных должностей.

### Продолжение обучения
После завершения трёхгодичного (или, в зависимости от программы, полуторагодичного) обучения курсанты Ко- и Оцу-ёкарэна обычно получали звание рядового авиации 1-го класса (яп. 一等航空兵 итто: ко:ку:хэй) и отправлялись на семимесячные курсы общего пилотажа, известные под названием Хирэн (яп. 飛行練習生 Хико: рэнсю:сэй).
Курсанты летали сначала на учебном двухместном самолёте Yokosuka K2Y1, являвшемся модификацией британского Avro 504, затем переходили на Yokosuka K5Y.
После окончания программы Хирэн курсанты обычно получали звание старшины 3-го класса (яп. 三等兵曹 санто: хэйсо:).
Они делились на лётчиков-истребителей и бомбардировщиков (последние, в свою очередь, делились на пикировщиков и торпедоносцев), после чего отправлялись в боевые части, где в течение 5-6 месяцев обучались взлёту и посадке на авианосцы, аэробатике, полёту в группах и воздушному бою.
С началом войны в Китае лётчиков стали посылать и туда, чтобы они приобрели опыт действий в реальном бою.
По завершении этого этапа они обычно были уже в звании младшего лейтенанта (яп. 少尉 сё:и).
Курсы пилотажа для всех программ Ёкарэна, включая и реформированный Сорэн, к 1940 году были стандартизованы и практически не отличались.

## Качество подготовки
Столь жёсткая, тщательная и всесторонняя подготовка давала японскому флоту лётчиков высочайшего класса.
Выпускниками Ёкарэна были такие асы как Хироёси Нисидзава и Сёити Сугита, среди выпускников Сорэна числились асы Тэцудзо Ивамото и Сабуро Сакаи.
В начале Второй мировой войны мастерство японских лётчиков намного превосходило уровень их противников.
Однако эта система в условиях Второй мировой войны оказалась чрезвычайно хрупкой: японский флот готовил слишком мало лётчиков, выбрасывая из программы обучения способных юношей за малейшие огрехи.
Действительно, Ко- и Оцу-ёкарэн вплоть до 1938 года ежегодно принимали всего около 200—250 человек.
В результате к началу Второй мировой войны Япония располагала горсткой выдающихся лётчиков, в то время как главные её противники на тихоокеанском фронте, американцы, удовлетворялись просто хорошими пилотами, но в гораздо больших количествах.
Кроме того, американцы заранее позаботились о расширении лётного резерва и легко заменяли погибших пилотов тренированными лётчиками с адекватной подготовкой.
Японцам же некем было заменить своих асов, погибших в Гуадалканальской кампании и битвах за Соломоновы острова.
К тому же флотская авиация — возможно, из-за осознания экономической слабости своей страны и нехватки ресурсов, а возможно, из-за недостаточного ощущения ценности жизней своих пилотов — при конструировании боевых самолётов систематически пренебрегала элементами безопасности и защиты.
Японское военное командование слишком поздно осознало необратимость ухудшения и вначале практически не предпринимало мер для подготовки большего количества курсантов. 
Правда, оно почувствовало необходимость иметь больше обученных людей, и с этой целью в 1940 году время обучения по программе Ёкарэн было несколько увеличено без снижения требований, чтобы больше курсантов успело освоить программу, но особенных результатов это не дало — вплоть до конца 1942 года, то есть именно того срока, когда ситуация для японцев стала переломной, Ко- и Оцу-ёкарэн могли готовить не более чем по 1000—1500 человек в год. 
В 1943 году, однако, малое количество квалифицированных военных пилотов стало очевидным, и весной на Ко- и Оцу-ёкарэн было набрано уже примерно по 3000 человек. 
Ко-ёкарэн, будучи самой крупной среди остальных программ, провёл ещё один набор осенью и набрал немыслимое по прежним временам количество — 28 000 курсантов. 
В этом же году Хэй-ёкарэн был свёрнут и заменён программой Току (специальный) Оцу-ёкарэн — ускоренными лётными курсами для старших курсантов Оцу-ёкарэна. 
От длительной, всесторонней программы, направленной на подготовку элитных пилотов, не осталось ничего: курсантов Ко-ёкарэна сажали за штурвал через полтора месяца после поступления, Оцу-ёкарэна — через три месяца. 
Однако это не помогло — положение японцев продолжало ухудшаться, и в 1944 году флотское командование в отчаянии прибегло к тактике самоубийственных воздушных атак.

## Камикадзе
Начиная с сентября 1944 года выпускники Ёкарэна стали готовиться непосредственно в камикадзе. 
Большая часть флотских добровольцев-смертников оказалась курсантами Ёкарэна: среди камикадзе их было в среднем 68,9 %, 87 % на начальных этапах самоубийственных атак и 64 % — на финальных. 
Уменьшение числа «ёкарэновцев» объяснялось увеличением количества наскоро обученных студентов-резервистов (яп. 航空予備学生 Ко:ку: ёби гакусэй), считавшихся наименее ценными пилотами. 
Однако воздушные самоубийцы, по меньшей мере, обладали каким-то уровнем авиационной подготовки, которой не было у курсантов, поступивших на обучение в последние годы войны: 1 марта 1945 года все лётные учебные программы были остановлены, поскольку авиационного топлива перестало хватать даже для фронта, и тратить его на тренировочные полёты было нельзя. 
Все самолёты были переведены в статус боевых машин — их тоже не хватало. 
Оставшись без самолётов, недоученные курсанты жертвовали собой по-другому: становились пилотами кайтэнов (выпускников Ёкарэна среди них было три четверти), катеров-синъё и сверхмалых подлодок «Корю».
Курсантами Ёкарэна за всё время работы программы побывало 241 463 человек (это число не включает курсантов Сорэна до объединения), из них около 24 000 окончило курс. 
За время второй японо-китайской и Второй мировой войны около 18 900 человек (по другим данным — 18 564) погибло в бою.

## Музеи
На месте бывшей базы Касумигаурской авиачасти (в настоящее время там находится Артиллерийское училище сухопутных сил самообороны) действует мемориальный музей Ёкарэна под названием «Юсёкан» (яп. 雄翔館), открытый в 1968 году. 
Музей находится прямо на территории училища, вход на которую посторонним запрещён, однако в музей пускают всех желающих при наличии документов, удостоверяющих личность. 
В музее собрано около 1700 предметов, принадлежавших курсантам Ёкарэна, а также их фотографии. 
Ежегодно музей посещают около 70 000 человек.
Ещё один маленький музей Ёкарэна, организованный силами одного человека, действует в городе Оита. Его учредил в 1988 году в подвале собственного дома Киити Кавано, бывший курсант Ёкарэна и оставшийся в живых камикадзе. 
Каждый год туда приходит около 1000 человек.

## В массовой культуре
Существует несколько японских фильмов, изображающих молодых пилотов Ёкарэна. Среди них:
- «Молодые лётчики» (яп. 少年航空兵 Сё:нэн хико:хэй) — художественный фильм 1936 года. Автор сценария Акира Фусими, режиссёр Ясуси Сасаки[20];
- «Морская война от Гавайских островов до Малайи» (яп. ハワイ・マレー沖海戦 Хаваи Марэ: оки кайсэн) — художественный фильм 1942 года. Авторы сценария Кэнта Ямадзаки и Кадзиро Ямамото, режиссёр Кадзиро Ямамото[21];
- «К воздушным просторам решающих битв» (яп. 決戦の大空へ Кэссэн но о:дзора э) — художественный фильм 1943 года. Автор сценария Тосио Ясуми, режиссёр Кунио Ватанабэ[22]; Музыкальная тема из этого фильма, «Песнь о Ёкарэне» (яп. 予科練の歌 Ёкарэн но ута), она же «Песнь о молодых орлах» (яп. 若鷲の歌 Вакаваси но ута), стала популярной военной песней.
- «Курсант подготовительного отделения флотской авиации: молодые бойцы Ёкарэна» (яп. 海軍飛行予科練習生－予科練の若き戦士たち－ Кайгун хико: ёка рэнсю:сэй — Ёкарэн но вакаки сэнси-тати) — документальные видеоматериалы. Производство студии Nippon Eiga Shinsha, 1997 год.

### Комментарии
1. ↑  По другим сведениям (Tadaya 2003, С. 1-2) Сорэн был учреждён в 1914 году под названием Хико:дзюцу рэнсю:сэй (яп. 飛行術練習生) в качестве тестовой программы, в 1920 году сделан постоянной программой, в 1930 году переименован в Сорэн; Ёкарэн учреждён в 1928 году
2. ↑  Общее число флотских камикадзе составило 2514 человек (Ohnuki-Tierney 2002, С. 167), по другим данным — 2525 человек (Axelrod 2008, С. 270)